# رنگرزی دانشپور
رنگرزی دانشپور مربوط به دوره قاجار است و در شهرستان کاشان، خیابان ملافتح الله، کوچه سرفره واقع شده و این اثر در تاریخ ۶ مرداد ۱۳۸۷ با شمارهٔ ثبت ۲۳۰۱۲ به‌عنوان یکی از آثار ملی ایران به ثبت رسیده است.